# Jaworniczka (dopływ Klikawy)
Jaworniczka – potok górski w Sudetach Środkowych na granicy Wzgórz Lewińskich i Gór Orlickich w woj. dolnośląskim
Górski potok, należący do zlewiska Morza Północnego, lewy dopływ Klikawy. Źródła położone na wysokości około 708 m n.p.m. na południowy zachód od Przełęczy Polskie Wrota, na północno-zachodnim zboczu góry Jeleń na Wzgórzach Lewińskich powyżej wsi Jawornica. Potok w górnym biegu spływa wąską mało zaludnioną doliną, której zbocza miejscami tworzą wąskie i głębokie wąwozy. W dolnym biegu potok płynie częściowo lasem w kierunku ujścia do Lewina Kłodzkiego, gdzie wpada do Klikawy na poziomie 425 m n.p.m. Koryto potoku kamieniste z małymi progami skalnymi. Zasadniczy kierunek biegu potoku, północno-zachodni. Jest to potok górski zbierający wody z południowych zboczy Wzgórz Lewińskich i północnych zboczy zachodniej części polskich Gór Orlickich. Potok w większości swojego biegu jest nieuregulowany, o wartkim prądzie wody. W okresach wzmożonych opadów i wiosennych roztopów stwarza zagrożenie powodziowe. Kilkakrotnie występował z brzegów podmywając przyległe pobocza drogi. W Lewinie Kłodzkim na potoku wykonanych jest kilka rekreacyjnych zbiorników wodnych.
Ważniejsze dopływy
- dopływami potoku jest kilkanaście małych strumieni.

Miejscowości przez które przepływa
- Jawornica